# Siegfried Betz
Siegfried Betz es un deportista alemán que compitió para la RFA en bádminton, en la modalidad de dobles. Ganó una medalla de bronce en el Campeonato Europeo de Bádminton de 1970 en la prueba de dobles.

## Palmarés internacional
| Campeonato Europeo | Campeonato Europeo        | Campeonato Europeo | Campeonato Europeo |
| Año                | Lugar                     | Medalla            | Prueba             |
| ------------------ | ------------------------- | ------------------ | ------------------ |
| 1970               | Port Talbot (Reino Unido) | Medalla de bronce  | Dobles             |